# قمي المسام الأحمر
قمي المسام الأحمر (الاسم العلمي: Acropora rufus) هو نوع من اللاسعات يتبع جنس قمي المسام من فصيلة قميات المسام.